# No Singles
No Singles är ett samlingsalbum av Japandroids bestående av låtar från deras två första EP-skivor, Lullaby Death Jams (2008) och All Lies (2007).

## Låtlista
| Nr           | Titel                           | Längd |
| ------------ | ------------------------------- | ----- |
| 1.           | Darkness on the Edge of Gastown | 4:14  |
| 2.           | No Allegiance to the Queen      | 4:36  |
| 3.           | Sexual Aerosol                  | 3:59  |
| 4.           | Lovers/Strangers                | 1:46  |
| 5.           | Lucifer's Symphony              | 6:53  |
| 6.           | Couture Suicide                 | 4:41  |
| 7.           | Avant Sleepwalk                 | 2:37  |
| 8.           | Coma Complacency                | 3:05  |
| 9.           | To Hell With Good Intentions    | 3:27  |
| 10.          | Press Corps                     | 5:15  |
| Total längd: | Total längd:                    | 40:05 |

- Spår 1 till 5 är tagna från Lullaby Death Jams (2008)
- Spår 6 till 10 är tagna från All Lies (2007)